# 1667 en littérature
| Années de la littérature : 1664 - 1665 - 1666 - 1667 - 1668 - 1669 - 1670    |
| Décennies de la littérature : 1630 - 1640 - 1650 - 1660 - 1670 - 1680 - 1690 |

Cet article présente les faits marquants de l'année 1667 en littérature.

## Événements
- 3 janvier : le courtisan Tobias Rustat (en), futur actionnaire de la Royal African Company créée en 1672, fait sa première donation à la Bibliothèque de l'université de Cambridge destinée à l'achat de livres[1].

- 18 janvier : Bossuet prononce l'oraison funèbre de la reine   d'Anne d'Autriche à l'occasion de l'anniversaire de sa mort dans l'église des Carmélites de la Rue du Bouloi[2].
- 24 juin : le cercueil de René Descartes est transféré en l'église de l'abbaye Sainte-Geneviève de Paris. Un ordre exprès de la cour défend que l'on prononce l"oraison funèbre composée par le père Lallemant, chancelier de l Université[3].

- Composition de la Satire IX de Boileau, ìntitulée « À mon esprit » par la postérité, et publiée en 1668[4].

## Parutions
- 2 février : Samuel Pepys lit le poème de John Dryden Annus Mirabilis qui vient d'être publié[5].

- 28 février : achevé d’imprimer de l’ouvrage de Jean-Baptiste Du Tertre, Histoire générale des Antilles : habitées par les François, vol. 1, Paris, Thomas Jolly, 1667 (présentation en ligne).
- 31 mars : achevé d’imprimer de la nouvelle de Madeleine de Scudéry, Mathilde d’Aguilar, Paris, Edme Martin, 1667 (présentation en ligne), histoire espagnole[6].
- 23 avril : achevé d’imprimer du roman d'Aigue d'Iffremont, Rodogune, histoire asiatique et romaine, Paris, Estienne Loyson, 1667 (présentation en ligne).
- 27 avril : le poète anglais John Milton cède les droits de publication de son poème épique Paradise Lost (« Le Paradis perdu ») à l'imprimeur Samuel Symons[7].
- 20 août : publication clandestine et anonyme d'une Lettre sur la comédie de l'Imposteur, qui défend Le Tartuffe ou l'Imposteur de Molière[8].

- Le Nouveau Testament de Nostre Seigneur Jésus Christ : Traduit en François (trad. Lemaistre de Sacy), Mons, Gaspard Migeot, 1667 (présentation en ligne).

## Naissances
- 30 novembre : Jonathan Swift, écrivain, satiriste, essayiste, pamphlétaire politique anglo-irlandais

## Décès
- 14 mai : Georges de Scudéry, écrivain français, académicien français (fauteuil 32) (né en 1601)